# Акжаикски район
Акжаикски район (на казахски: Ақжайық ауданы) е съставна част на Западноказахстанска област, Казахстан, обща площ 25 750 км2 и население 40 095 души (по приблизителна оценка към 1 януари 2020 г.). Административен център е село Чапаев.